# 弗拉姆內斯角

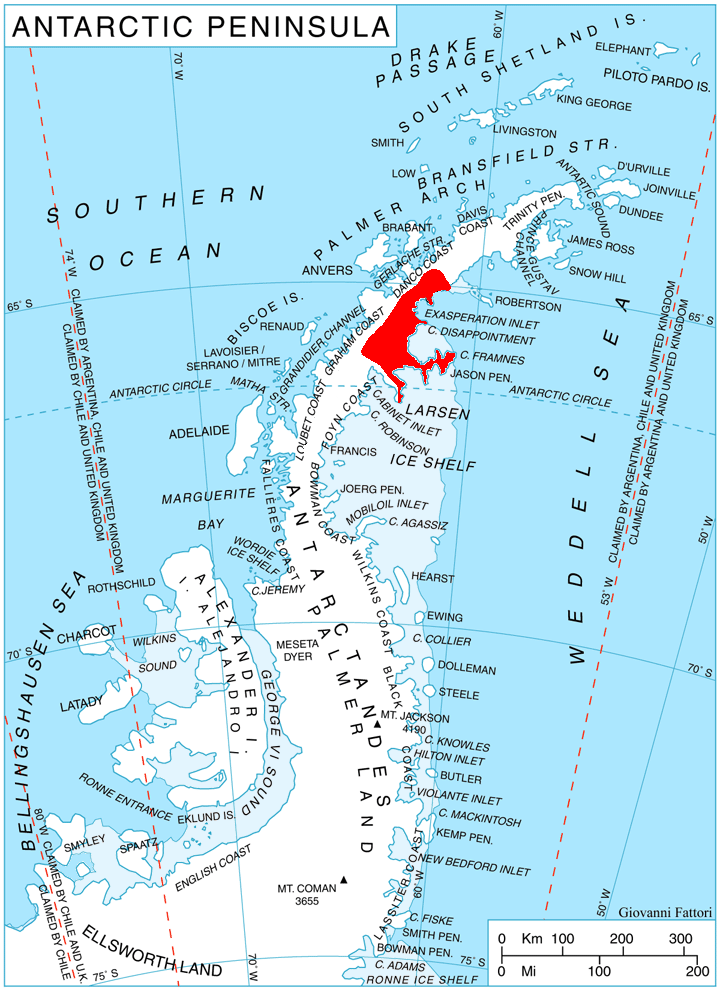

65°57′S 60°33′W / 65.950°S 60.550°W
弗拉姆內斯角（英語：Cape Framnes）是南極洲的海岬，位於葛拉漢地東岸，是賈森半島的東北端，在1893年由挪威探險隊發現和命名，現時由南極條約體系管理。